# Катастрофа Ан-24 в Самарканде
Катастрофа Ан-24 в Самарканде — авиационная катастрофа, произошедшая 19 декабря 1978 года в Самарканде. Самолёт Ан-24Б авиакомпании Аэрофлот выполняй учебный перелет Самарканд-Самарканд, но во время полёта потерял управление и рухнул на землю. Все 5 членов экипажа на борту погибли.

## Самолёт
Ан-24Б с бортовым номером 46299 (заводской — 77303901) был выпущен заводом Антонова 30 ноября 1967 года. Всего на момент катастрофы авиалайнер имел в общей сложности 19 664 часа налёта и 18 323 посадки.

## Катастрофа
Самолёт выполнял учебный полёт, а пилотировал его экипаж из 163-го лётного отряда, командиром (КВС) которого был пилот-инструктор А. Ф. Цибизов. Также в состав экипажа входили два вторых пилота В. В. Абрамов и В. Г. Казанов, которые должны были переучиваться на командиров, штурман Л. М. Крамер и бортмеханик В. М. Лямцев. В 06:15 (04:15 МСК) Ан-24 вылетел из Самаркандского аэропорта. Выполняя программу полётов, экипаж без отклонений выполнил восемь заходов на посадку.
В девятом заходе отрабатывалась посадка с одним неработающим винтом. Облачность в это время составляла 5 баллов, дул боковой ветер, а горизонтальная видимость достигала 40 км. Отрабатывая посадку на одном двигателе, экипаж зафлюгировал правый воздушный винт. По решению инструктора, в отличие от первых восьми, девятый заход выполнялся не по обычной глиссаде, а в условиях, когда на высоту пролёта торца ВПП было введено ограничение 25 м, а на перелёт при посадке должен был составлять 400 м, о чём инструктор предупредил остальных членов экипажа.
С выпущенными на 15° закрылками и шасси авиалайнер прошёл ДПРМ на высоте 260 м, вместо установленной 235 м. Снижение происходило с увеличенной вертикальной скоростью и в 400 м до БПРМ самолёт был уже в 15 м ниже глиссады, когда при скорости 238 км/ч режим работы левого двигателя был уменьшен с 22° до 18° по УПРТ. Когда до пролёта БПРМ оставалось 3 секунды, закрылки были довыпущены в посадочное положение до 38°, что заодно привело к увеличению аэродинамического сопротивления, однако режим работы двигателя при этом увеличен не был, в результате чего скорость начала падать. Также снижающийся самолёт начал постепенно уходить влево относительно оси ВПП. Так как торец ВПП требовалось пролететь на высоте 25 м и приземляться с перелётом 400 м, а также с учётом, что авиалайнер уже находился в 15 м ниже расчётной глиссады (2°30’), пилоты попытались уменьшить скорость снижения, для чего незначительно потянули штурвалы «на себя», тем самым увеличив угол отклонения рулей высоты. Однако данное действие только увеличило сопротивление и ещё больше снизило скорость полёта, которая уже уменьшилась ниже рекомендованной РЛЭ.
БПРМ Ан-24 прошёл на скорости 228 км/ч в 25 м левее и 10 м ниже глиссады фактически в горизонтальном полёте. В этом момент ветер с бокового сменился на встречный (азимут 100°, 4 м/с, порывы до 7 м/с). В таких условиях, когда работал только левый двигатель, да и то на малом режиме, сила тяги уже была недостаточной и самолёт начал снижаться быстрее расчётного. Когда до торца ВПП оставалось 600 м, двигатели были кратковременно (на 10 секунд) переведены во взлётный режим. Но так как работал только левый винт, то возник разворачивающий момент, который начал уводить самолёт вправо, что пилоты попытались парировать отклонением руля направления до упора влево, а возникший крен парировали отклонением элеронов. На курсе, близком к посадочному, Ан-24 начал набор высоты и в 25 м от земли пересёк торец ВПП, при этом находясь правее оси на 5—10 м. Скорость упала до 190 км/ч, в результате чего руль направления потерял эффективность и самолёт начало разворачивать вправо с угловой скоростью 3°/сек.
Приняв решение прервать заход, экипаж убрал шасси. Самолёт тем временем всё больше уклонялся вправо, при этом незначительно набирая высоту. Правый крен начал быстро расти, несмотря на максимальное отклонение штурвала влево. Ещё через 7 секунд были убраны закрылки, что привело к выводу авиалайнера на закритические углы атаки и к началу сваливания.
В 09:04 (07:04 МСК) летящий по курсу 190° Ан-24 с небольшой поступательной скоростью под углом 10—15° и с правым креном 80° со скольжением на правое крыло врезался в землю в 690 м от оси ВПП и в 1120 м от её торца в нескольких метрах от берега оросительного канала близ забора автобазы. При ударе самолёт полностью разрушился и частично сгорел, а все 5 человек на его борту погибли.

## Причины
Согласно выводам комиссии, то что КВС-инструктор ограничил высоту пролёта торца ВПП и посадку с перелётом в условиях полёта на одном двигателе, требовало после пролёта ДПРМ увеличить режим работы левого двигателя до 58° по УПРТ. Однако экипаж опоздал с увеличением мощности двигателя примерно на 10 секунд и в результате был вынужден потом переводить двигатель на взлётный режим, что привело к возникновению высокого разворачивающего момента. Таким образом, в технике пилотирования были допущены такие ошибки, как:
- запаздывание на 10 секунд с увеличением режима работающего двигателя для предотвращения снижения высоты и скорости полёта (были вызваны довыпуском закрылков в посадочное положение);
- неиспользование всего запаса элеронов для устранения скольжения, которое возникло из-за несимметричной тяги двигателя.

Сам КВС-инструктор впервые выполнял упражнение по посадке на одном двигателе, так как действовавшая программа подготовки лётного состава при допуске к инструкторской работе не предусматривала тренировку по данному упражнению, только на тренажёрах. Также было отмечено, что в РЛЭ отсутствовали рекомендации экипажу о пилотировании самолёта при изменении режима работающего двигателя.

Заключение: причиной катастрофы являются допущенные экипажем ошибки в технике пилотирования, которые привели к созданию непосадочного положения самолёта относительно ВПП, потере скорости и сваливанию на правое крыло.— 